# Halte Noordijk
Halte Noordijk in de buurtschap Noordijk is een voormalige spoorweghalte aan de spoorlijn: Neede-Hellendoorn. De halte werd geopend op 1 mei 1910 en voor het personenvervoer gesloten op 15 mei 1933. Tot 1972 werd Noordijk nog vanuit Neede aangedaan met goederentreinen.
Het stationsgebouw dateert van 1908, en is tegenwoordig als woonhuis ingericht. Het ontwerp van dit station wordt Standaardtype NH 3 genoemd.
0: Neede ·
2: Kisveld ·
4: Noordijk ·
8: Gelselaar ·
11: Diepenheim ·
15: Goor West ·
18: Elsenerbroek ·
21: Enter ·
26: Rijssen ·
30: Zuna ·
34: Nijverdal Zuid ·
37: Hellendoorn